# Distrito electoral de Highland I (condado de Sarpy, Nebraska)
Highland I (en inglés: Highland I Precinct) es un distrito electoral ubicado en el condado de Sarpy en el estado estadounidense de Nebraska. En el Censo de 2010 tenía una población de 135 habitantes y una densidad poblacional de 193,05 personas por km².

## Geografía
Highland I se encuentra ubicado en las coordenadas 41°10′49″N 95°56′37″O / 41.18028, -95.94361. Según la Oficina del Censo de los Estados Unidos, Highland I tiene una superficie total de 0.7 km², de la cual 0.7 km² corresponden a tierra firme y (0%) 0 km² es agua.

## Demografía
Según el censo de 2010, había 135 personas residiendo en Highland I. La densidad de población era de 193,05 hab./km². De los 135 habitantes, Highland I estaba compuesto por el 85.19% blancos, el 8.89% eran afroamericanos, el 0% eran amerindios, el 0.74% eran asiáticos, el 0% eran isleños del Pacífico, el 2.96% eran de otras razas y el 2.22% pertenecían a dos o más razas. Del total de la población el 8.15% eran hispanos o latinos de cualquier raza.